# Bacia oceânica

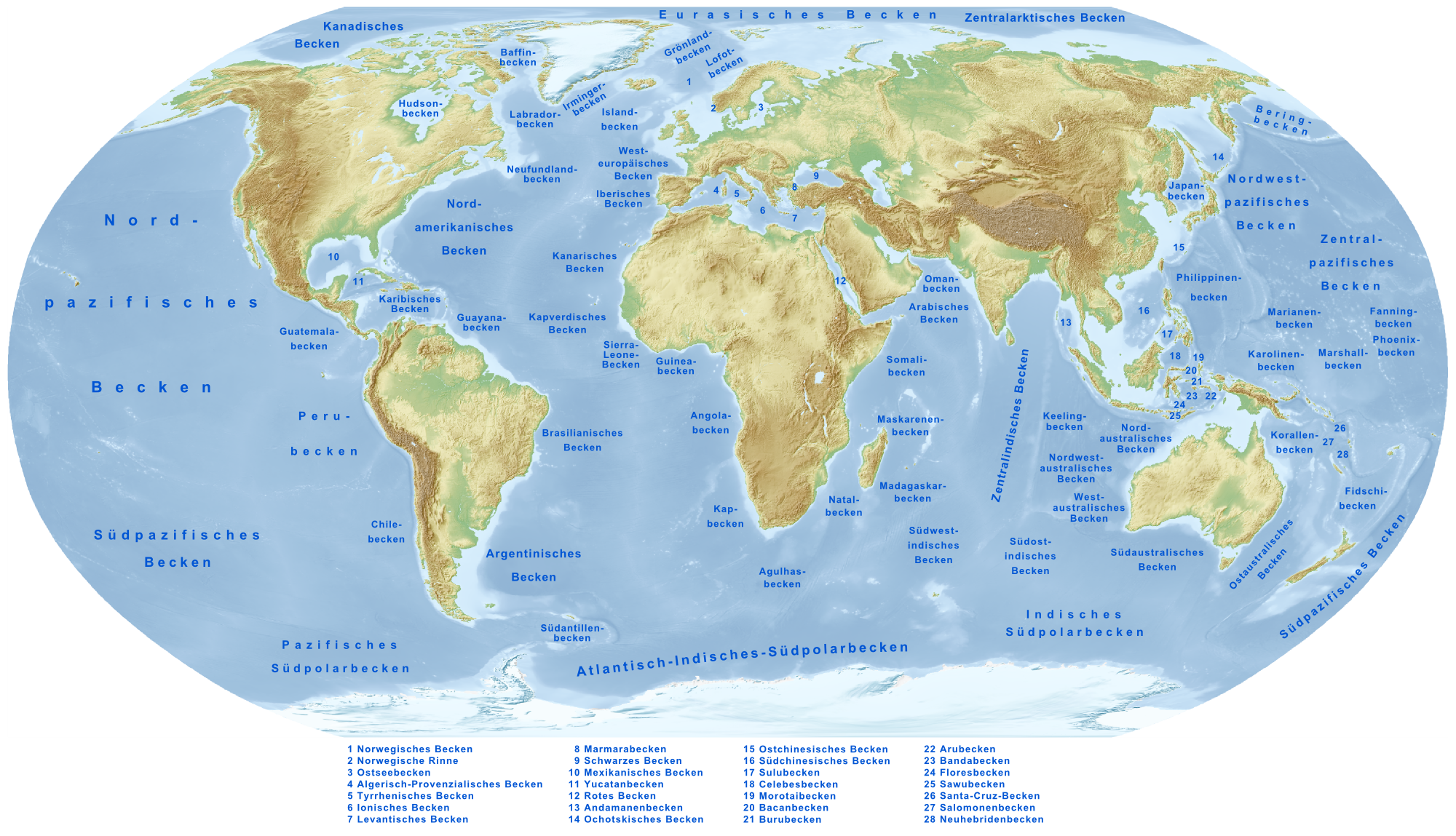
Mapa de bacias oceânicas. Note que a Bacia do Mar Báltico (3) não é uma bacia oceânica, mas sim uma bacia oceânica epicontinental.

Bacias oceânicas são áreas extensas e profundas com relevo relativamente plano.
São regiões lateralmente dispostas as dorsais médio-oceânicas que apresentam relevo relativamente plano. Estendem-se das dorsais mesoceânicas às margens continentais e mostram profundidades médias de 4 km. Podem ser subdivididas em montes abissais, que são pequenas elevações de até 900m acima do fundo oceânico circundante. Estes montes cobrem de 80 a 85% do fundo do Oceano Pacífico e são as formas fisiográficas mais abudantes da Terra. Próximo as margens continentais, os sedimentos originados dos continentes cobrem completamente os montes abissais formando planícies abissais.
Iniciam-se a partir da base da margem continental e não incluem as grandes cordilheiras e as fossas marinhas.

## História
Referências antigas (e.g., Littlehales 1930) consideram as bacias oceânicas como o complemento do continente, com erosão dominando o último, e os sedimento  assim derivados nas bacias oceânicas. Para fontes mais modernas (por exemplo, Floyd, 1991) as bacias oceânicas são mais do que as planícies de basalto, do que como depósitos sedimentares, uma vez que a maior parte da sedimentação ocorre nas plataformas continentais e não nas bacias oceânicas geologicamente definidas.
A Terra é o único planeta do sistema solar onde hipsografia é caracterizada por diferentes tipos de crosta, crosta oceânica e crosta continental.